# Nurafshon
Nurafshon (tiếng Uzbek: Nurafshon / Нурафшон) là một thành phố cấp huyện, thủ phủ tỉnh Toshkent ở Uzbekistan. Đây cũng là nơi đặt trụ sở của huyện Oʻrtachirchiq, nhưng không phải một phần của huyện đó. Nurafshon có diện tích 30 km2 (12 dặm vuông Anh), dân số là 51.400 người (năm 2021).
Cho đến năm 2017, thành phố được biết đến với tên gọi Toytepa. Các thị trấn Yangihayot và Chigirik đều do thành phố quản lý.

## Lịch sử
Hai hộp đựng hài cốt thời Hỏa giáo ở Nurafshon hiện được lưu giữ trong bảo tàng Samarkand. Chúng có niên đại vào thế kỷ thứ 6.

## Kinh tế
Các doanh nghiệp chế biến bông quan trọng hoạt động ở Nurafshon, phần lớn là nhờ các liên doanh Uzbekistan-Hàn Quốc. Fluorit, nguồn flo quan trọng nhất, được khai thác tại thành phố.

## Người nổi tiếng
- Nikolai Ivanovich Golubnichy, quân nhân Liên Xô từng sống và được chôn cất tại thành phố